# George Bridge

a Compétitions nationales et continentales officielles uniquement.

b Matchs officiels uniquement.
Dernière mise à jour le 16 juin 2025.
George Bridge, né le 1er avril 1995 à Gisborne, est un joueur international néo-zélandais de rugby à XV qui évolue en 2022 au poste d'ailier ou d'arrière.

## Biographie
Il évolue de 2017 à 2022 avec la franchise des Crusaders en Super Rugby.
Il obtient sa première cape internationale avec la Nouvelle-Zélande le 3 novembre 2018, contre le Japon à Tokyo.
En août 2019, il est retenu dans le groupe de 31 joueurs sélectionné pour disputer la Coupe du monde au Japon. Il joue quatre matchs des six matchs de son équipe dans la compétition et inscrit deux essais. Les Néo-zélandais sont éliminés en demi-finale par l'Angleterre et terminent à la troisième place.
En pleine progression durant la saison 2020, son ascension est stoppée par une blessure à la poitrine survenue durant un entraînement en octobre 2020, l'éloignant des terrains durant un an, jusqu'en octobre 2021. Durant son absence, ses concurrents lui passent devant et il devient alors difficile pour lui de retrouver sa place de titulaire avec les Crusaders et les All Blacks. Il n'est en effet pas sélectionné pour la tournée d'été 2022. Ainsi, il prend la décision de quitter son pays natal et de tenter sa chance en Europe.
Durant l'automne 2022, il rejoint alors le Montpellier Hérault rugby en tant que joueur additionnel jusqu'en 2025. Il joue son premier match en France lors de la douzième journée de Top 14 de la saison 2022-2023, contre l'ASM Clermont, inscrivant par la même occasion son premier essai avec sa nouvelle équipe. Cependant, un mois après ses très bons débuts avec le MHR avec qui il enchaîne les titularisations, il est victime d'une entorse accromio-claviculaire lors d'un match de championnat contre l'USAP, le rendant indisponible durant un mois,.

## Palmarès

### En club et province
- Champion de NPC en 2016 et 2017 avec Canterbury.
- Champion du Super Rugby en 2017, 2018, 2019 et 2022 avec les Crusaders.
- Champion du Super Rugby Aotearoa en 2020 et 2021 avec les Crusaders.

### En sélection nationale
- Troisième de la Coupe du monde en 2019
- Vainqueur du Rugby Championship en 2021.

## Statistiques
Au 19 novembre 2022, George Bridge compte 19 capes en équipe de Nouvelle-Zélande, dont 15 en tant que titulaire, depuis le 3 novembre 2018 contre l'équipe du Japon à Tokyo. Il inscrit douze essais (60 points). Avec les Kiwis, il dispute une Coupe du monde en 2019. Il participe à deux éditions du Rugby Championship, en 2019 et 2021. Il dispute six rencontres dans cette compétition,.